# On the Street
"On the Street" (tên gốc là on the street) là một bài hát của rapper người Hàn Quốc J-Hope từ nhóm nhạc BTS và rapper người Mỹ J. Cole. Ca khúc được phát hành dưới dạng đĩa đơn kỹ thuật số thông qua hãng đĩa Big Hit Music vào ngày 3 tháng 3 năm 2023. Ca khúc chứa những giai điệu hip hop và lo-fi, được viết bởi J-Hope, J.Cole và Pdogg, người cũng từng là một nhà sản xuất. Về mặt ca từ, bài hát ca ngợi về cội nguồn nghệ thuật của J-Hope và sự giao thoa giữa tình yêu của anh dành cho điệu nhảy đường phố và cả hip hop. Những lời mà J.Cole viết ra cũng đi theo một chủ đề tương tự khi anh kể chi tiết về hành trình sự nghiệp của anh với tư cách là một nghệ sĩ và sự phát triển của nghề thủ công từ anh.
Một video âm nhạc đi kèm đang cho thấy J-Hope đang đi bộ và nhảy múa trên đường phố New York và trong ga Bowery, trong khi Cole được nhìn thấy khi đang đứng và nhảy múa trên sân thượng của một toà nhà. Được mô tả như là một "món quà" dành cho người hâm mộ, đĩa đơn này đã đánh dấu lần phát hành âm nhạc cuối cùng của J-Hope trước khi anh bắt đầu thực hiện nghĩa vụ quân sự bắt buộc của mình.

## Bối cảnh
J-Hope đã phát hành album solo đầu tay mang tên Jack in the Box vào tháng 7 năm 2022. Album đã ra mắt ở vị trí thứ 17 trên bảng xếp hạng Billboard 200 và cả hai đĩa đơn trong album, "More" và "Arson", đều ra mắt trên bảng xếp hạng Billboard Hot 100. Sau đó, anh đã được xuất hiện trong đĩa đơn "Rush Hour" của ca sĩ người Hàn Quốc Crush vào tháng 9, sau khi anh đã hoàn thành nghĩa vụ quân sự bắt buộc vào tháng 8. Vào ngày 26 tháng 2 năm 2023, Big Hit Music đã thông báo rằng J-Hope đã bắt đầu quá trình nhập ngũ và sẽ sớm thực hiện nghĩa vụ quân sự của riêng mình. Ngay sau đó, hãng đã đăng thông báo về đĩa đơn mới của J-Hope, đĩa đơn mới đó được mang tên là "On the Street", đĩa đơn dự kiến sẽ phát hành vào ngày 3 tháng 3.

## Sáng tác
Tiêu đề của ca khúc đã đề cập đến nguồn gốc của J-Hope trong phong cách điệu nhảy đường phố và cũng tượng trưng cho con đường mà anh "sẽ tiếp tục đi cùng nhau" với người hâm mộ của mình. Theo thông cáo báo chí từ Big Hit, "đường phố" cũng có mô típ có thể được hiểu là "ẩn dụ cho cuộc sống", bởi vì nó là "nơi mà cuộc sống hàng ngày của nhiều người đã đi qua". Đồng thời cũng đã mô tả bài hát là một "món quà ý nghĩa" từ J-Hope "dành cho tất cả những ai đang ủng hộ cho [anh với tư cách] là một người nghệ sĩ", được đồng sáng tác bởi J-Hope, J.Cole và Pdogg, người cũng từng là một nhà sản xuất. "On the Street" là một ca khúc chứa những giai điệu lo-fi kết hợp với hip-hop cùng với "yếu tố boom-bap pha trộn với đoạn hook huýt sáo đầy hấp dẫn" và "giai điệu dễ nghe". Về mặt ca từ, ca khúc chứa những "thông điệp hy vọng" và "ca từ ấm áp".
J-Hope đã mở đầu ca khúc với: "Mỗi khi tôi đi / Mỗi khi tôi chạy / Mỗi khi tôi di chuyển / Như mọi khi, đối với chúng ta" nhằm để gửi đến những người hâm mộ, và ngay sau đó, anh bắt đầu đọc rap: "Ngay cả những bước đi của tôi cũng được tạo nên từ tình yêu và niềm tin của bạn". Câu rap đó nhằm ám chỉ về sự phát triển; sự cống hiến "tất cả của mình để trở thành biểu tượng của hy vọng" cho người khác. Trong đoạn điệp khúc có câu: "Mọi lúc tôi hy vọng / Như mọi khi, là cho chúng ta" nhằm để khuyến khích người nghe "hãy tiếp tục hy vọng, bất cứ nơi nào bạn bước đi". Tiếp đến là những câu rap của J.Cole và cũng là một "phần phản ánh, một sự thẳng thắn" và "nhìn lại với một sự đánh giá cao về hành trình của một rapper: 'Tất cả hãy ca ngợi với kẻ sống sót hùng mạnh của địa ngục.../ Đã chiến đấu đến tận răng/ Chỉ để chiến thắng trước sự tàn nhẫn nhất của nó". Anh tiếp tục suy nghĩ về tương lai của mình với tư cách là một người nghệ sĩ qua những câu rap tiếp theo: "Khi mặt trăng nhảy qua con bò / Tôi suy nghĩ và xem liệu mình có nên đợi để trao lại vương miện / Và ở lại lâu hơn một chút / Tôi có một kiểu đói kỳ lạ". Rồi sau đó đến J-Hope tiếp tục lặp lại câu điệp khúc để kết thúc bài hát và kèm theo lời cảm ơn đến với Cole World.

## Phát hành
Vào ngày 1 tháng 3 năm 2023, một bộ bôn bức ảnh teaser, cho thấy J-Hope đang tạo dáng trong một con hẻm và cả trên đường phố, bức ảnh cho thấy địa điểm là ở Thành phố New York, đã được chia sẻ thông qua các tài khoản mạng xã hội của Big Hit—J-Hope cũng chia sẻ những bức ảnh này trên Instagram của mình. Sự xuất hiện của rapper người Mỹ J. Cole trong bài hát cũng đã được tiết lộ thông qua một đoạn giới thiệu video âm nhạc được đăng tải lên YouTube vào ngày 2 tháng 3. J-Hope vốn đã là một fan hâm mộ của J.Cole từ khi còn trẻ và trong suốt sự nghiệp của mình—J-Hope đã tham khảo những album của J.Cole như Cole World (2011) và Friday Night Lights (2010) mixtape để ghép vào trong lời bài hát của mình từ ca khúc "Hip Hop Lover" trong album Dark & Wild phát hành năm 2014 của BTS. Anh đã coi J.Cole chính là "nàng thơ" của mình và đã nhiều lần coi rapper này là nguồn cảm hứng lớn nhất cho sư nghiệp âm nhạc của mình. Hai người đã gặp nhau lần đầu tại Lollapalooza vào khoảng tháng 8 năm 2022, nơi mà cả hai đều là những người đứng đầu. Trong bộ phim tài liệu J-Hope in the Box, đã ghi lại quá trình tạo ra album Jack in the Box và toàn bộ quá trình chuẩn bị của anh cho Lollapalooza, trong đó J-Hope có nói rằng J.Cole chính là nghệ sĩ đã khiến anh có "ước mơ trở thành ca sĩ".

## Đánh giá chuyên môn
"On the Street" nhìn chung đã nhận được những lời đánh giá tích cực từ các nhà phê bình âm nhạc sau khi phát hành, với những lời khen ngợi về cách mà J-Hope và Cole đã bổ sung cho nhau trên đường đua cũng như những thông điệp ấm áp và đầy sức mạnh chứa đựng trong bài hát. Rhian Daly từ NME đã xếp hạng cho ca khúc này bốn sao trong bài đánh giá của cô về ấn phẩm. Cô khẳng dịnh rằng, cô lưu ý về tính chất "thoải mái và nhẹ nhàng" của bài hát này hơn so với tính chất "bóng tối" của Jack in the Box. Cô còn viết rằng ca khúc "có vẻ như là một mối quan tâm duy nhất của J-hope và để mọi thứ ở trên cao để thể hiện lòng biết ơn đối với những người đã hỗ trợ anh trong suốt chặng đường", nhưng lại cho rằng việc nghĩa vụ quân sự sắp xảy ra đến với anh đã khiến cho sự hợp tác về "giấc mơ thành hiện thực" trở nên sự "buồn vui lẫn lộn", "biến nó thành một lời chia tay". Daly cũng đã đề cập đến sự xuất hiện của J.Cole trong ca khúc như là một ví dụ mới nhất về tai tiếng của anh như là "một kẻ giết người nổi tiếng, nổi tiếng với khả năng mang lại một cảm giác Midas nhất thời cho bất kỳ bản nhạc nào", cô gọi là "cả điều đó và còn hơn thế nữa - có lẽ vì nó mà tại sao bản phát hành không được ghi là 'kết hợp với' (featuring) mà là 'cùng với' (with)". Cô còn ca ngợi cách mà rapper có thể "dễ dàng kích thích" cho "âm sắc cảm xúc trong giai điệu huýt sáo của bài hát", bổ sung thêm một "ánh sáng trong bóng tối" của J-Hope, bày tỏ về một "mong muốn nhỏ nhoi, dai dẳng được thấy J-Hope sử dụng ánh sáng của anh" và năng lượng của nàng thơ để làm cho một phần của chính mình thực sự hấp dẫn."
Trong một bài đánh giá của cô từ Nylon, nhà viết nhạc India Roby đã đánh giá "On the Street" rằng đây "không phải là một lời tạm biệt, mà là một lời hẹn, một lời hẹn gặp lại" mà "gói gọn... một cảm giác biết ơn và quán đảnh" với cả hai nghệ sĩ "tiếp tục trôi và bổ sung cho nhau". Cô kết luận rằng mặc dù đây có thể là ca khúc cuối cùng mà người hâm mộ sẽ nghe từ J-Hope trong một thời gian, nhưng nó "đã hoàn thành một nhiệm vụ: đó là nó sẽ đảm bảo rằng sự đánh giá cao của anh đối với sự ủng hộ của người hâm mộ sẽ vang vọng trên toàn thế giới." Viết cho Billboard, Jeff Benjamin đã nhận xét rằng "On the Street" đã cho thấy sự "tràn ngập lòng biết ơn" và "đúng với phong cách sở thích của cả hai nghệ sĩ về thông điệp tiếp thêm sinh lực và ý thức xã hội", đồng thời còn cảm thấy rằng một "năng lượng ấm áp của bài hát là không thể phủ nhận. Alex Gonzalez từ Uproxx đã mô tả việc phát hành "On the Street" sẽ "tiếp tục một màn solo bùng nổ" của J-Hope. Anh cảm thấy rằng sự tự tin của J-Hope khi bước vào một "kỷ nguyên solo tươi mới" của anh ấy cùng với mong muốn rằng "sẽ chia sẻ được niềm vui đó đến với thế giới" và cùng với "nhịp điệu nhẹ nhàng, đầy sức mạnh của bài hát" khiến cho nó giống như "những giấc mơ mà nhiều năm ấp ủ đã được gói gọn lại trong một gói đẹp đẽ." Nika Roque từ GMA Network đã nói bài hát rất "mượt mà và đầy cảm xúc", lời của J-Hope mang một cảm giác "ấm lòng" và "an ủi", những câu hát của J.Cole cũng phải nói là "cảm động không kém".

## Diễn biến thương mại
"On the Street" đã bán được khoảng 5.728 lượt tải xuống trong ngày phát hành đầu tiên tại Nhật Bản và đã đứng đầu bảng xếp hạng hàng tuần Digital Singles của Oricon vào ngày 13 tháng 3 năm 2023. Bài hát đã bán được 7.702 bản trong khoảng thời gian từ ngày 27 tháng 2 đến ngày 5 tháng 3 năm 2023. Bài hát đã xếp hạng ở vị trí thứ hai vào ngày thứ hai với hơn 1.316 lượt tải xuống được bán ra. Mặc dù được phát hành giữa chừng trong tuần xếp hạng liên tục (từ ngày 27 tháng 2 đến ngày 5 tháng 3 năm 2023), bài hát vẫn ra mắt ở vị trí thứ hai theo số hàng tuần của bảng xếp hạng Digital vào ngày 13 tháng 3, và cũng đã bán được 7.702 bản tích lũy trong ba ngày đầu tiên ra mắt. Theo Billboard Japan, bài hát này là ca khúc được tải xuống nhiều thứ hai trong tuần và J-Hope cũng đã trở lại bảng xếp hạng Artist 100 trong nước tại vị trí thứ 79.
Đây là lần đầu tiên J-Hope lọt vào top 40, và đây cũng là lần thứ chín của J.Cole, sau màn ra mắt của "On the Street" trên vị trí thứ 37 trong bảng xếp hạng UK Singles Chart. Thành tích này đã đưa anh trở thành nghệ sĩ Hàn Quốc solo có thứ hạng cao nhất trong lịch sử bảng xếp hạng, vượt qua cả thành viên cùng nhóm đã giữ kỷ lục trước đó là Jungkook, người đã từng đạt vị trí thứ 41 cùng với Charlie Puth qua ca khúc "Left and Right"; J-Hope là thành viên đầu tiên của BTS lọt vào top 40 với tư cách là một nghệ sĩ solo. Bài hát là ca khúc được tải xuống nhiều thứ hai trong tuần phát hành và cũng là đĩa đơn bán chạy thứ hai xét về tổng thể.
Tại Hoa Kỳ, "On the Street" đã ra mắt ở vị trí thứ 60 trên bảng xếp hạng Billboard Hot 100, đánh dấu lần thành tích thứ tư và cũng là cao nhất của J-Hope trên bảng xếp hạng; trước đó vào năm 2019, anh đã đạt ở vị trí thứ 81 qua ca khúc "Chicken Noodle Soup". Đây là ca khúc bán chạy thứ hai trong tuần tại quốc gia này và J-Hope đã quay trở lại bảng xếp hạng Artist 100 ở vị trí thứ 31. Bài hát cũng đã ra mắt trên các số báo tương ứng của Billboard Global 200 và Global Excl, ở vị trí thứ 16 trong bảng xếp hạng Hoa Kỳ vào ngày 18 tháng 3 năm 2023.

## Video âm nhạc
Vào ngày 2 tháng 3 năm 2023, trước khi video âm nhạc phát hành, một đoạn video giới thiệu dài khoảng 40 giây được đăng tải lên kênh YouTube Hybe Labels, đoạn clip mở đầu bằng cảnh quay J-Hope được quay từ phía sau, bước đi trên nóc của một tòa nhà thành phố. Sau đó, máy quay bắt đầu lia sang một bên để cho thấy J.Cole đang dựa vào một mỏm đá trên cùng của một mái nhà để chờ đợi J-Hope. Cả hai rapper đều nhìn ra xa vào cảnh quan thành phố trong khi một "tiếng huýt sáo và một giai điệu du dương" cùng phát lên ở chế độ nền khi máy quay đang hướng lên đường chân trời. Tên bài hát và tên của J.Cole cùng xuất hiện ở cuối video.
Được quay tại Thành phố New York, video âm nhạc được phát hành đồng thời cùng với đĩa đơn vào ngày 3 tháng 3 năm 2023. Video mở đầu bằng cảnh J-Hope đang ở trong một con hẻm và "đập tay trước khi giai điệu bắt đầu". Anh vừa đi vừa nhảy dọc theo các con phố trong thành phố, vừa hát vừa đọc rap khi ca khúc tiếp tục. Xen kẽ giữa một số cảnh của anh là những cảnh quay J.Cole đang trên sân thượng trong cùng một thành phố, với cây cầu Brooklyn ở ngay phía sau anh. Trong khi Cole đang rap những câu hát, ngay sau đó, J-Hope bước vào và nhảy ngẫu hứng trong Ga Bowery. Video kết thúc với cảnh J-Hope gặp gỡ và "trao đổi niềm vui" với Cole trên sân thượng, gợi nhớ đến cảnh trong đoạn giới thiệu vừa rồi.

## Đội ngũ thực hiện
Đội ngũ thực hiện được ghi chú trên dịch vụ Tidal.
Thu âm tại phòng thu Sterling Sound ở Thành phố New York
| - J-Hope – hát chính, sáng tác - J. Cole – hát nền, sáng tác - Pdogg – sản xuất, sáng tác, thu âm - David Kim – phối khí, lập trình âm thanh |

## Bảng xếp hạng
| Bảng xếp hạng (2023)                     | Thứ hạng |
| ---------------------------------------- | -------- |
| Úc (ARIA)                                | 83       |
| Canada (Canadian Hot 100)                | 58       |
| Thế giới Global 200 (Billboard)          | 16       |
| Hungary (Single Top 40)                  | 2        |
| Ấn Độ International Singles (IMI)        | 14       |
| Ireland (IRMA)                           | 57       |
| Nhật Bản (Japan Hot 100)                 | 75       |
| Nhật Bản Digital Singles (Oricon)        | 2        |
| Nhật Bản Download (Billboard Japan)      | 2        |
| Lithuania (AGATA)                        | 74       |
| Hà Lan (Single Tip)                      | 30       |
| New Zealand Hot Singles (RMNZ)           | 4        |
| Bồ Đào Nha (AFP)                         | 131      |
| Singapore (RIAS)                         | 20       |
| Hàn Quốc (Circle)                        | 36       |
| Anh Quốc (OCC)                           | 37       |
| Anh Quốc R&B (OCC)                       | 24       |
| Hoa Kỳ Billboard Hot 100                 | 60       |
| Hoa Kỳ Hot R&B/Hip-Hop Songs (Billboard) | 14       |
| Việt Nam (Vietnam Hot 100)               | 20       |

| Bảng xếp hạng (2023)        | Thứ hạng |
| --------------------------- | -------- |
| Hàn Quốc (Circle)           | 36       |
| Hàn Quốc (Circle Streaming) | 57       |
| Hàn Quốc (Circle Download)  | 21       |

## Giải thưởng
| Tên chương trình | Kênh | Ngày phát sóng      | Nguồn  |
| ---------------- | ---- | ------------------- | ------ |
| M Countdown      | Mnet | 9 tháng 3 năm 2023  | [ 57 ] |
| M Countdown      | Mnet | 16 tháng 3 năm 2023 | [ 58 ] |

| Giải thưởng             | Ngày                | Nguồn  |
| ----------------------- | ------------------- | ------ |
| Weekly Popularity Award | 20 tháng 3 năm 2023 | [ 59 ] |

## Lịch sử phát hành
| Quốc gia | Ngày               | Định dạng                       | Hãng đĩa      | T.k    |
| -------- | ------------------ | ------------------------------- | ------------- | ------ |
| Toàn cầu | 3 tháng 3 năm 2023 | Tải kỹ thuật số phát trực tuyến | Big Hit Music | [ 13 ] |